# Ronde van Groot-Brittannië 1990
De Kellogg's Tour of Britain 1990 was een wielerkoers in Groot-Brittannië, die werd gehouden van dinsdag 31 juli tot en met zondag 5 augustus 1990. Het was de vierde editie van deze meerdaagse profwielerronde onder deze naam, die later verderging als de Prudential Tour en Tour of Britain (Nederlands: Ronde van Groot-Brittannië). In totaal reden 66 renners de ronde uit. Maurizio Fondriest won het puntenklassement, titelverdediger Robert Millar schreef het bergklassement op zijn naam. In de algemene eindrangschikking moest de Schotse klimmer genoegen nemen met de tweede plaats, achter winnaar Michel Dernies.

## Etappe-overzicht
| etappe | datum      | start       | finish              | afstand | winnaar            | klassementsleider |
| ------ | ---------- | ----------- | ------------------- | ------- | ------------------ | ----------------- |
| 1e     | 31 juli    | Brighton    | Bath                | 209 km  | Malcolm Elliott    | Malcolm Elliott   |
| 2e     | 1 augustus | Cardiff     | Birmingham          | 198 km  | Andrea Tafi        | ???               |
| 3e     | 2 augustus | Birmingham  | Sheffield           | 156 km  | Michel Dernies     | ???               |
| 4e     | 3 augustus | Sheffield   | Hull                | 143 km  | Søren Lilholt      | ???               |
| 5e     | 4 augustus | Bridlington | Newcastle upon Tyne | 180 km  | Gianluca Bortolami | ???               |
| 6e     | 5 augustus | York        | Manchester          | 204 km  | Maurizio Fondriest | Michel Dernies    |

## Eindklassementen

### Algemeen klassement
| Kellogg's Tour of Britain 1990 |                    |       |           |
| Plaats                         | Naam               | Ploeg | Tijd      |
| Gele trui                      | Michel Dernies     |       | 29u11'20" |
| 2                              | Robert Millar      |       | +00' 04"  |
| 3                              | Maurizio Fondriest |       | +01' 38"  |
| 4                              | Federico Echave    |       | +01' 56"  |
| 5                              | Jörg Müller        |       | +02' 03"  |
| 6                              | Emanuele Bombini   |       | +??' ??"  |
| 7                              | Leonardo Sierra    |       | +02' 37"  |
| 8                              | Martial Gayant     |       | +02' 54"  |
| 9                              | Laurent Jalabert   |       | +03' 14"  |
| 10                             | Phil Anderson      |       | +03' 19"  |

1987 · 
1988 · 
1989 · 
1990 · 
1991 · 
1992 · 
1993 · 
1994 · 
1995 · 
1996 · 
1997 · 
1998 · 
1999 · 
2000 · 
2001 · 
2002 · 
2003 · 
2004 · 
2005 · 
2006 · 
2007 · 
2008 · 
2009 · 
2010 · 
2011 · 
2012 · 
2013 · 
2014 · 
2015 · 
2016 ·
2017 · 
2018 ·
2019 ·
2020 · 
2021 · 
2022 · 
2023 · 
2024 ·